# Firebird (Tomita)
Firebird is het derde studioalbum waarin de Japanner Isao Tomita werken uit de Westerse klassieke muziek arrangeerde voor synthesizer. Het grootste deel van het album is gewijd aan L'Oiseau de Feu van Igor Stravinski. Opvallend is de gelijkenis met de muziek van Modest Moessorgski’s Schilderijen van een tentoonstelling, die Tomita eerder bewerkte. 

## Musici
- Isao Tomita – synthesizers

## Tracklist
| Nr. | Titel | Duur  |
| --- | --- | ----- |
| 1.  | Firebird Suite (Introduction and Dance of the Firebird, Round of the Princesses, Infernal Dance of King Kastchei, Berceuse and Finale) | 25:21 |

| Nr. | Titel                                                | Duur  |
| --- | ---------------------------------------------------- | ----- |
| 1.  | Prelude to the Afternoon of a Faun, (Claude Debussy) | 10:12 |
| 2.  | A Night on Bare Mountain (Modest Moessorgski)        | 12:44 |